# Retki
Retki – wieś w Polsce położona w województwie łódzkim, w powiecie łowickim, w gminie Zduny.

## Położenie
Miejscowość leży nad rzeką Słudwią niedaleko Łowicza.

## Historia
Wieś została osadzona przez arcybiskupa Jarosława z Bogorii i Skotnik na prawie średzkim w 1351 roku.
W drugiej połowie XVI wieku była wsią duchowną, należącą do kleru położoną w powiecie gąbińskim ziemi gostynińskiej województwa rawskiego. Była wsią klucza łowickiego arcybiskupów gnieźnieńskich tzw. księstwa łowickiego. W XVI wieku mieszkańcy płacili dziesięcinę plebanowi w Złakowie z ról kmiecych i sołtysich, a za kolędę dawali po korcu owsa z łanu.
Po rozbiorach Polski wieś znalazła się w zaborze rosyjskim. Miejscowość jako wieś włościańską, czyli należącą w całości do chłopów, wymienił XIX-wieczny Słownik geograficzny Królestwa Polskiego. Leżała ona wówczas w powiecie łowickim w gminie Jeziorko i parafii Złaków Kościelny. W 1827 znajdowały się w niej 32 domy, w których mieszkało 189 mieszkańców. W 1888 w 42 domach znajdujących się w miejscowości mieszkało 291 mieszkańców. Liczyła ona w sumie 924 morgi powierzchni, w tym 399 morg nieużytków.
12 października 1904 roku powstała we wsi Straż Ogniowa Ochotnicza
W 1939 urodziła się tu ekonomistka, Stanisława Borkowska. 17 września 1939 żołnierze Wehrmachtu zamordowali we wsi 41 osób, w tym 10 mężczyzn ze Zgierza. 15 nazwisk ofiar udało się ustalić.
W latach 1975–1998 miejscowość administracyjnie należała do województwa skierniewickiego.